# Tiruppur
Tiruppur là một thành phố và khu đô thị của quận Coimbatore thuộc bang Tamil Nadu, Ấn Độ.

## Địa lý
Tiruppur có vị trí 11°06′B 77°21′Đ / 11,1°B 77,35°Đ Nó có độ cao trung bình là 295 mét (967 feet).

## Nhân khẩu
Theo điều tra dân số năm 2001 của Ấn Độ, Tiruppur có dân số 346.551 người. Phái nam chiếm 52% tổng số dân và phái nữ chiếm 48%. Tiruppur có tỷ lệ 76% biết đọc biết viết, cao hơn tỷ lệ trung bình toàn quốc là 59,5%: tỷ lệ cho phái nam là 82%, và tỷ lệ cho phái nữ là 69%. Tại Tiruppur, 10% dân số nhỏ hơn 6 tuổi.